# مایک لوین
مایکل تد لوین (‎/ˈlɛvɪn/‎ LEH-vin؛ متولد ۲۰ اکتبر ۱۹۷۸) یک سیاستمدار و وکیل آمریکایی است که از سال ۲۰۱۹ به عنوان نماینده ایالات متحده در حوزه ۴۹ کنگره کالیفرنیا خدمت می‌کند. او یکی از اعضای حزب دموکرات است.
لوین در اینگلوود، کالیفرنیا به دنیا آمد و در لیک فارست، کالیفرنیا، در شهرستان اورنج جنوبی بزرگ شد. مادرش مکزیکی-آمریکایی و پدرش یهودی است. لوین در هر دو مذهب یهودی و کاتولیک بزرگ شد. او قبل از حضور در دانشگاه استنفورد در دبیرستان لویولا در لس آنجلس تحصیل کرد. در استنفورد، لوین به عنوان رئیس هیئت دانشجویی خدمت کرد. او قبل از بازگشت به اورنج کانتی، در دانشکده حقوق دانشگاه دوک تحصیل کرد.